# Tellervo moorei
Tellervo moorei är en fjärilsart som beskrevs av Moore 1883. Tellervo moorei ingår i släktet Tellervo och familjen praktfjärilar. Inga underarter finns listade i Catalogue of Life.